# Клычев, Иззат Назарович
Иззат Назарович Клы́чев (1923—2006) — советский, туркменский художник-живописец, график, педагог. Герой Социалистического Труда (1983). Народный художник СССР (1973). Лауреат Государственной премии СССР (1967). Член-корреспондент Академии художеств СССР (1970). Действительный член Академии художеств СССР (1988). Председатель правления Союза художников Туркмении (1963, 1970, 1972, 1974, 1982). Лауреат Государственная премии Туркменской ССР имени Махтумкули (1968). Золотая медаль АХ (1989). Первый художник, который вывел туркменское изобразительное искусство на уровень международной известности. Участник первой крупной послевоенной международной выставки в Брюсселе (1958), двух Венецианских биеннале (1964, 1972). Участие в республиканских, всесоюзных и зарубежных выставках — с 1949 года.

## Биография
Родился 10 октября 1923 года в ауле Ялкым (ныне — Байрамалинский этрап Марыйского велаята Туркмении).
«Отец Иззата Аннаклыч, мулла, образованный человек, просветитель и учитель, ещё до революции показывавший детям действующую модель Солнечной системы со вращением вокруг светила Земли и Луны, в 1933 году был репрессирован и с семьёй выслан из жаркой Туркмении в пронизанный ледяными ветрами Северный Казахстан. Там, в лагере, отец и мать умерли на глазах у десятилетнего Иззата». В 10 лет остался круглым сиротой, на попечении старшего брата Решида.
С 1938 года учился при школе-интернате при Ашхабадском художественном училище. В 1940—1942 годах — студент этого училища. Большое влияние на становление молодого художника оказала его преподаватель Юлия Прокофьевна Данешвар — русская художница, ученица А. А. Дейнеки, её работы 1930—1940 годов — яркие страницы туркменской живописи.
Иззат Клычев писал: «И тут судьба подарила мне дружбу с нашим преподавателем живописи Юлией Прокофьевной Данешвар. Точнее говоря, вначале это было наставничество, материнская забота, и лишь позже, когда я повзрослел, Юлия Прокофьевна стала моим старшим другом».
В 1942 году добровольцем ушёл на фронт; солдатом отдельной роты связи воевал под Воронежем, участвовал в освобождении Харькова, форсировании Вислы и Одера. День Победы встретил в Берлине.
В 1947—1953 годах учился в Ленинграде в Институте живописи, скульптуры и архитектуры имени И. Е. Репина имени И. Е. Репина, где была создана национальная студия для одарённой творческой молодёжи из Средней Азии, у А. М. Герасимова, Б. В. Иогансона, Ю. М. Непринцева, И. А. Серебряного. В мастерской Б. В. Иогансона создал свою дипломную работу «В пустыне Каракум», которую блестяще защитил в 1953 году. «Именно Каракумы стали темой его дипломной работы. Чтобы выполнить её, Клычев пошёл простым рабочим в геодезическую экспедицию по Каракумам. Прокладывая всё лето на пятидесятиградусной жаре трассу будущего Каракумского канала, художник находил время и силы делать наброски, эскизы. Через год после написания дипломная работа „В пустыне Каракум“ (1953) была экспонирована на Всесоюзной художественной выставке».
В 1953—1954 годах преподавал в Туркменском художественном училище имени Ш. Руставели (Ашхабад).

Я являюсь воспитанником русской культуры, получал там образование и в зрелые годы дышал духовной атмосферой России. Но люблю Туркмению, люблю свои Каракумы. То и другое для меня неразрывно.— Иззат Клычев
С 1954 по 1958 годы — аспирант в творческой мастерской академика А. М. Герасимова, где в 1957 году написал историческое полотно «За лучшую долю (На интервентов)» — первую монументальную картину исторического жанра в истории туркменского изобразительного искусства. «В пустыне Каракум» и «За лучшую долю», выполненные в классической манере русской реалистической школы, заслужили высокие оценки профессионалов и привлекли внимание широкой публики. Участник Всемирного фестиваля молодёжи в Вене (1959). Зарисовки, акварели с фестивалей хранятся в Музее изобразительных искусств Туркмении.
С начала 1960-х годов художник стал одним из выдающихся советских художников. Народный художник Туркменской ССР (1964). Его творчество сформировало пути развития туркменской живописи. В числе наиболее известных полотен мастера — «Я и моя мама» (1963. Ашхабад, Туркменский Государственный музей изобразительных искусств), «Стригали» (1964. Москва, Дирекция выставок Союза художников СССР), «Легенда» (1964. Москва, ГТГ), «Белуджи» (1965. Москва, ГТГ). С этого периода стал лидером нового неформального искусства в Туркмении, к нему тянутся молодые художники, позднее создавшие группу Семёрка.

Творчество Клычева определило пути развития туркменской живописи 2-пол. XX века. Он прошёл путь от академической живописи (За лучшую долю (На интервентов), 1957), к формированию сурового стиля («Портрет китайского художника Ци Му-Дуна» 1957, «Путь к воде», 1959) и от него к созданию собственной живописной системы (серия «Моя Туркмения», 1963—1965), послужившей основой для творческих исканий «Семёрки» и последующих поколений туркменских живописцев.— Ирен Кистович, вступит. статья к каталогу "Живопись Туркменистана. Мелодии туркменской души". М., ГМИНВ, 2014. С. 89
Как писала искусствовед Маргарита Халаминская, куратор отделения Средней Азии Союза художников СССР, «творческие усилия туркменских мастеров внесли заметную лепту в процесс формирования такого сложного и в то же время цельного в своей основе художественного явления, как советская живопись 60-х годов. Вершиной достижения стало творчество народного художника Туркмении Иззата Клычева, оказавшего влияние на всё изобразительное искусство республики и особенно на поколение живописцев, начинавших в это время свой путь».
«Вспыхнувший было вопрос о существе новаторства Клычева был благополучно решён. В 1967 году за серию произведения „Моя Туркмения“ ему присуждается Государственная премия СССР». В 1966—1967 годах серия «Моя Туркмения» экспонировалась на международной персональной передвижной выставке И. Н. Клычева: Москва-Баку-Казань-ПНР-ГДР.
С 1953 года — постоянный участник крупных союзных, региональных и международных выставок. Его персональные выставки неоднократно экспонировались в Москве, Ашхабаде, а также во многих странах мира.
Секретарь правления Союза художников СССР с 1962 г. Герой Социалистического труда (1983).
Член Союза художников СССР (1953).
. В 1962—1965, 1970—1976, с 1982 года — председатель правления Союза художников Туркменской ССР. Член-корреспондент (1970), действительный член (1988) Академии художеств СССР. Зарубежный почётный член Российской академии художеств . Профессор живописи.
Член ВКП(б) с 1949 года. Депутат Совета Национальностей Верховного Совета СССР 9—11 созыва (1974—1989) от Туркменской ССР. Депутат Верховного Совета Туркменской ССР 8 созыва (1971—1974). Член Комитета по Ленинским и Государственным премиям при СМ СССР (с 1962). Председатель Туркменского республиканского комитета защиты мира (с 1979).
Скончался 12 января 2006 года в Ашхабаде, Туркмения. Похоронен в Ашхабаде.

## Творчество
1960-е годы — время становления творчества художника. В 1967 году он написал триптих «День радости», первый в истории национальной живописи, ставший событием в советской искусстве. Художник обрёл новый пластический язык открытого цвета, соединив традиции народного творчества с приёмами «сурового стиля», определяя этим дальнейшее развитие туркменской живописи. «Искусство Иззата Клычева современно, и не только потому, что он черпает материал для своей работы из окружающей его жизни, а потому, что оно насыщенно пониманием духа времени с его теснейшим переплетением национальных и интернациональных начал».
Куратор ретроспективной выставки туркменской живописи «Живопись Туркменистана. Мелодии туркменской души», прошедшей в Музее Востока в 2014 году, искусствовед Ирен Кистович-Гиртбан писала: «Рождение того художественного стиля, который в мировой истории изобразительного искусства получило статус „туркменской школы“ связано с именем Иззата Клычева и его серией „Моя Туркмения“ (1963—1965)».
«Темы полотен художника всегда имеют конкретную основу. Его восприятие мира одновременно и образно, и типично. Пожалуй, это одна из ведущих особенностей мировосприятия туркмен. Художник, подобно национальной форме повествования- дестану в устах бахши, подробно и поэтично рассказывает слушателям незамысловатый сюжет, ведёт свой разговор». (И. Кистович>).
В конце 1960-х — 1970 годах много и плодотворно работал: «Завтра праздник» (1972, Москва, Дирекция выставок Союза художников СССР), «Восточный мотив» (1976). Мастер увлечённо пишет портреты простых людей и деятелей культуры, создавая череду запоминающихся образов: портреты писателей Берды Кербабаева (1969, Ашхабад, Туркменский Государственный музей изобразительных искусств), Хыдыра Дерьяева (1977) и многих других. Особо в его творчестве стоит тема туркменской женщины — он создал галерею национальных женских типов: «Мать» (1967, Туркменский государственный музей изобразительных искусств), «Мастерицы» (1969, Москва, Министерство культуры СССР), «Материнская радость» (1967, Туркменский государственный музей изобразительных искусств), «Молодая туркменка» (1979), «Вышивальщица» (1969), «Ковровщица»(1968). Блистательны и неповторимы его образы женщин-белуджанок, ставших широко известными: «Белуджанка» (1972), «Женщина-белуджанка» (1971). «Первый женский образ, в который влюбляется маленький мальчик. Белуджанка. Диковинная, её похожая на своих туркменок особой статью, коротким, до середины икры, платьем, белым платком на голове. „Белуджанка“ откроет сюиту, посвящённую афганскому племени, живущему на территории Туркменистана… Иссиня-чёрные распахнутые глаза настороженно смотрят на чужаков. Гордые, неприступные женщины, одетые в нежно-розовые, фиолетовые одежды, оттенённые смуглой кожей, застыли в мгновении, остановленном мастером». Одновременно создаёт эскиз керамического панно для Туркменского национального цирка. «Серия изысканных миниатюр к восточным сказкам, изощрённое владение орнаментом заставили ещё раз отдать должное и традициям туркменской культуры, выраженной в неповторимом совершенстве текинских ковров, ювелирного серебра, редчайшей эстетической отделки даже предметов кибиточного и кочевого быта».
«Его творческое наследие огромно, оно бесценно и, являясь важнейшим вкладом в сокровища мирового и туркменского искусства, никогда не исчезнет. Они всегда будут служить приобщению людей к миру прекрасного, и воспитывать в них чувство любви к Родине, стремлению к познанию окружающего мира и приумножению добрых традиций и обычаев народа».
В последние три года жизни он работал над исторической картиной, посвящённой трагичным событиям туркменской истории — захвату войсками генерала М. Д. Скобелева Геоктепинской крепости. Начиная свой путь в искусстве с исторических полотен, он хотел завершить его сложной философской притчей. Картина даже в неоконченном виде демонстрирует силу эмоциональной и творческой зрелости одного из интереснейших художников советского и постсоветского периодов.
Наиболее насыщенный цвет в работах — красный. Картины художника экспонировались в крупнейших галереях многих стран мира, от США до Японии. Его персональные выставки проходили в Азербайджане, Англии, Германии, Италии, Польше, России, Эстонии. Искусство Иззата Клычева оказало влияние на творчество туркменских художников 1960-х годов, на формирование «сурового стиля» в СССР конца 50-х годов.

### Известные произведения:[2]
- «В пустыне Каракум» (1953) — дипломная работа. Наброски и эскизы к этой картине делал на пятидесятиградусной жаре в песках. Чтобы получить такую возможность, он нанялся на лето рабочим в геодезическую экспедицию, прокладывавшую трассу Каракумского канала. Картина была экспонирована на Всесоюзной художественной выставке (1954);
- «Ледоход на Неве» (1956);
- «За лучшую долю. На интервентов» (1957); Музей изобразительных искусств Туркменистана
- «Путь к воде». (1958). Музей изобразительных искусств Туркменистана
- «Гозель» (1959). Музей изобразительных искусств Туркменистана
- портрет О. Эрсарыева (1961; МКСХ, Москва);
- серия «Моя Туркмения» (1963—1965). Полотно из этой серии «Белуджи» (1965) — в ГТГ;
- триптих «День радости» (1967); Государственная Третьяковская галерея;
- «В. И. Ленин» (1969—1970); Музей изобразительных искусств Туркмении;
- «Ветеран колхоза» (1971);
- «Новое рождение» (1972; в Музее изобразительных искусств Туркменской ССР);
- «Завтра праздник» (1972; находилась в Дирекции выставок Союза художников СССР);
- «Мальчики» (1976);
- «Дальняя застава» (1977);
- «Заботы о мире» (1981);
- «Радость семьи» (1987);
- «Афганистан» (1988).Музей изобразительных искусств Туркмении.

## Работы находятся в собраниях
- Государственная Третьяковская галерея. Москва.
- Государственный музей искусства народов Востока. Москва.
- Туркменский государственный музей изобразительных искусств. Ашхабад.
- Дирекция выставок Союза художников Туркменистана. Ашхабад.
- Магнитогорская картинная галерея. Магнитогорск.
- Муниципальное бюджетное учреждение культуры города Шахты «Шахтинский краеведческий музей»
- Чувашский государственный художественный музей
- Тульский музей изобразительных искусств государственного учреждения культуры Тульской области "Объединение «Историко-краеведческий и художественный музей»
- Областное государственное бюджетное учреждение культуры «Ульяновский областной художественный музей»

## Некоторые портреты
«Портрет китайского художника Ци Му-дуна» (1957) Музей изобразительных искусств Туркмении
«Портрет Оразгельды Эрсарыева» (1961) МКСХ
"Портрет писателя Берды Кербабаева (1969). Музей изобразительных искусств Туркмении
"Портрет Эрнеста Хемингуэля (1971). Музей изобразительных искусств Туркмении
«Портрет Николаса Гильена» (1971)
«Портрет писателя Хыдыра Дерьяева» (1977). Музей изобразительных искусств Туркмении
Портрет Народного художника СССР Мартироса Сергеевича Сарьяна («Сарьян в Туркмении в 1934 году», (1983) РОСИЗО
«Индира Ганди и Махатма Ганди» (1989)

## Персональные выставки
- 1963. Персональная выставка. Ашхабад
- 1966—1967. «Моя Туркмения». Международная персональная передвижная выставка. Москва — Баку — Казань — Польша — ГДР
- 1979 Персональная выставка. Ашхабад
- 1981 «Ангола. Живопись. графика». Персональная выставка. Ашхабад
- 1986 Персональная выставка. Москва
- 2000. «Humay» Gallery. Лондон
- 2003. Юбилейная выставка, посвящённая 80-летию художника. Ашхабад

## Избранные зарубежные выставки
- 1956 Международная выставка «Азия в борьбе за мир». Варшава
- 1958 Всемирная выставка. Брюссель
- 1958 Выставка советского изобразительного искусства. Каир
- 1964 XXXI Международная выставка искусств (биеннале в Венеции)
- 1972 XXXV Международная выставка искусств (биеннале в Венеции)
- 1973 Международная выставка ангажированной живописи социалистических стран. София
- 1974 Выставка «Русское и советское искусство с древнейших времён и до наших дней». Рим — Флоренция
- 1975 Выставка произведений членов Академии художеств СССР. Берлин
- 1975 Выставка советской живописи. Бухарест — Калькутта — Улан-Батор
- 1977 Выставка произведений советского искусства. Берлин — Прага — Будапешт — София — Варшава — Улан-Батор - Гавана — Нью-Дели
- 1977 Выставка портрета советских художников. Улан-Батор
- 1978 Выставка советской живописи. Констанца — Братислава — София
- 1978 Выставка «Советская женщина». Нью-Орлеан — Балтимор — Торонто

## Награды и звания
- Герой Социалистического Труда (1983) — за большие заслуги в развитии советского изобразительного искусства и в связи с шестидесятилетием со дня рождения[15][22] (Указом Президиума Верховного Совета СССР от 8 октября 1983 года)
- Заслуженный деятель искусств Туркменской ССР (1963)
- Народный художник Туркменской ССР[15] (1964)
- Народный художник СССР (1973) — за большие достижения в развитии советского изобразительного искусства[2][15][23] (1973)
- Государственная премия СССР (1967) — за серию «Моя Туркмения»[2][15]
- Государственная премия Туркменской ССР имени Махтумкули (1985)[15].
- Национальная премия имени Бяшима Нурали.
- Член-корреспондент АХ СССР[2] (1970).
- Орден Ленина (1983)
- Золотая медаль Академии Художеств СССР (1989)
- Два ордена Отечественной войны II степени (1944, 1985)
- Орден Трудового Красного Знамени (1955)
- Орден Красной Звезды (1945)
- Орден Дружбы (2003, Россия) — за большой вклад в развитие и укрепление российско-туркменского сотрудничества в области культуры[24]
- Медаль «За отвагу» (1943)
- Медаль «За освобождение Варшавы» (1945)
- Медаль «За взятие Берлина» (1945)
- Медали
- Медаль «За любовь к Отечеству» (2016, посмертно) — за большие успехи в упрочении независимости и суверенитета Туркменистана, приумножении экономического потенциала и международного авторитета страны, реализации государственных программ по планомерному развитию промышленной, нефтегазовой, транспортно-коммуникационной, сельскохозяйственной и водохозяйственной отраслей, других секторов экономики, в образцовой государственной и общественной деятельности, за весомый вклад в ускоренное развитие сфер науки и техники, литературы, культуры и искусства, физкультуры и спорта, образования, здравоохранения и социальных услуг, воспитание молодёжи в духе безграничной любви, уважения и преданности Родине, мужества и добросовестности, учитывая особые заслуги перед независимым государством и родным народом, многолетний добросовестный, и самоотверженный труд, а также в ознаменование славного 25-летнего юбилея великой независимости нашего нейтрального государства[25]
- Нагрудный знак «За заслуги перед польской культурой»